# Komarówka Podlaska (gmina)
Komarówka Podlaska (do 1929 gmina Przegaliny) – gmina wiejska w województwie lubelskim, w powiecie radzyńskim. W latach 1975–1998 gmina położona była w województwie bialskopodlaskim.
Siedziba gminy to Komarówka Podlaska.
Według danych z 30 czerwca 2004 gminę zamieszkiwały 4763 osoby.

## Struktura powierzchni
Według danych z roku 2002 gmina Komarówka Podlaska ma obszar 137,56 km², w tym:
- użytki rolne: 72%
- użytki leśne: 20%

Gmina stanowi 14,25% powierzchni powiatu.

## Demografia

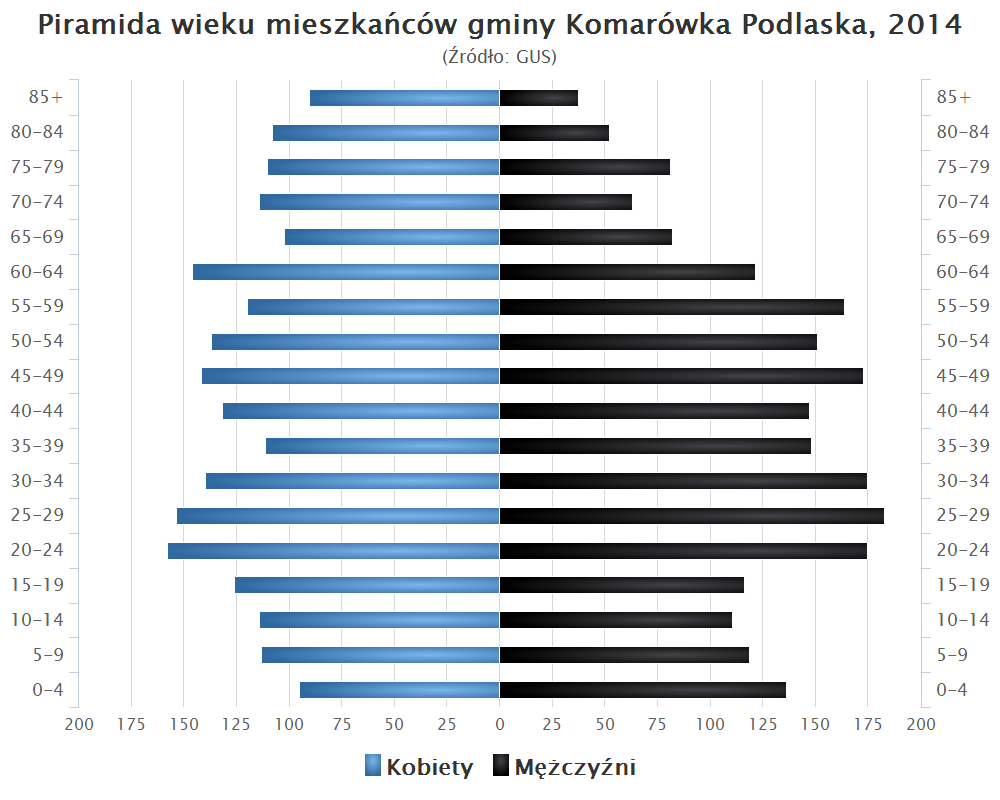
Piramida wieku mieszkańców gminy Komarówka Podlaska w 2014 roku

Dane z 30 czerwca 2004:
| Opis                              | Ogółem | Ogółem | Kobiety | Kobiety | Mężczyźni | Mężczyźni |
| --------------------------------- | ------ | ------ | ------- | ------- | --------- | --------- |
| jednostka                         | osób   | %      | osób    | %       | osób      | %         |
| populacja                         | 4763   | 100    | 2395    | 50,3    | 2368      | 49,7      |
| gęstość zaludnienia (mieszk./km²) | 34,6   | 34,6   | 17,4    | 17,4    | 17,2      | 17,2      |

## Sołectwa
Brzeziny, Brzozowy Kąt, Derewiczna, Kolembrody, Komarówka Podlaska, Przegaliny Duże, Przegaliny Małe, Walinna, Wiski, Woroniec, Wólka Komarowska, Żelizna, Żulinki.

## Pozostałe miejscowości
Bagna, Gradowiec, Martynów, Wiski (kolonia), Żelizna (osada leśna).

## Sąsiednie gminy
Drelów, Łomazy, Milanów, Rossosz, Wisznice, Wohyń